# Kumar Sanu
Pour les articles homonymes, voir Kumar (homonymie).
Kumar Sanu, né Kedarnath Bhattacharya (কেদারনাথ ভট্টাচার্য en bengali) le 23 septembre 1957 à Kolkata, est un chanteur indien de playback de Bollywood. Il est l'un des plus fameux chanteurs de l'industrie cinématographique indienne depuis 1984 ; il a reçu de nombreux prix dont le Padma Shri, l'Artist of the decade des IIFA Awards et le Best Male Playback Award des Filmfare Awards (à cinq reprises successives). Kumar Sanu tout comme Muhammed Rafi et Kishore Kumar sont considérés comme les plus grands chanteurs que l'Inde ait connus. 
Son père Pashupati Bhattacharjee était un chanteur et compositeur de musique indienne savante qui lui enseigna son art ainsi que le jeu des tablâ. Kumar a obtenu une licence en commerce à l'Université de Calcutta, pourtant, dès 1979 il se produit en public devant des audiences restreintes. Parmi ses influences, il y a Kishore Kumar.
Sa carrière débute en 1987, quand Jagjit Singh lui propose de chanter dans le film Aandhiyan, ce qui amena Kumar à s'installer à Bombay où Kalyanji Anandji lui offrit de chanter alors dans Jaadugar. C'est sur le conseil de ce dernier qu'il changea son nom à consonance bengalie en un nom plus neutre. Kumar devait ensuite chanter auprès de Naushad, R.D. Burman, Jatin-Lalit, Ismail Darbar, Laxmikant Pyarelal, Naushad, Ravindra Jain, Hridayanath Mangeshkar, Kalyanji Anandji, etc.
En 1990, sous la direction de Nadeem-Shravan il obtient succès et reconnaissance nationale dans le film Aashiqui, suivi par Saajan (1991), Deewana (1992), Baazigar (1993) et 1942: A Love Story (1994). D'autres succès devaient suivre tels Sadak (1991), Raja Hindustani (1996), Pardes (1997).
Il a battu un Guinness World Record en chantant (et enregistrant) 28 chansons en un seul jour en 1993. Plus récemment il a aussi composé des musiques de film et en outre produit le film Utthaan.

## Récompenses
Filmfare Awards - Best Male Playback Award
- 1990; Ab tere bin jeelenge hum - Aashiqui
- 1991: Mera Dil Bhi Kitna Pagal Hai - Saajan
- 1992: Sochenge Tumhe Pyaar - Deewana
- 1993: Yeh Kaali Kaali Aankhen - Baazigar
- 1994: Ek Ladki Ko Dekha - 1942: A Love Story